# Центрально-західний регіон (Бразилія)
Центрально-західний регіон Бразилії складається зі штатів Ґояс (порт. Goiás), Мату-Гросу (Mato Grosso) і Мату-Гросу-ду-Сул (Mato Grosso do Sul, відокремлений від Мату-Гросу в 1979 році), а також Федерального округу, розташування столиці країни Бразиліа. До 1988 штат Ґояс включав область, яка була виділена в окремий штат Токантінс. Це другий за площею регіон країни, який вкриває 1 606 445 км² або 28,3 % території Бразилії. Регіон досить мало населений, за густотою населення займає передостаннє місце з повним населенням в 2005 році 13,02 мільйони осіб (близько 6,4 % населення країни). Найбільші міста — столиця країни Бразиліа (2,043 млн.), Гоянія (1,09 млн.), Кампу-Гранді (662 тис.), Куїаба (483 тис.), Апаресіда-ді-Гоянія (335 тис.), Анаполіс (287 тис.), Корумба (95,7 тис.). 
Головний біом регіону — серраду або каатинга, тропічна савана. В минулому каатинга використовувалася для тваринництва низької щільності, але зараз також використовується для виробництва сої. У каатинзі існували і більші лісові масиви, особливо уздовж річок, більшість з яких були вирубані для сільського господарства і випасу худоби. На заході знаходяться заболочені землі Пантаналу, відомого своїм тваринним світом, особливо водними птахами і кайманами. На початку 1980-х 33,6 % території регіону було змінене людською діяльністю, від 9,3 % в Мату-Гросу і до 7,9 % в Гоясі (без Токантінса). Рівень життя нижче середнього по країні. У 1994 році найвищий прибуток на душу населення був у Федеральному окрузі — 7 089 доларів США на рік (найвищий в країні), найнижчий — в Мату-Гросу, 2 268 доларів.